# Karusell
För andra betydelser, se Karusell (olika betydelser).

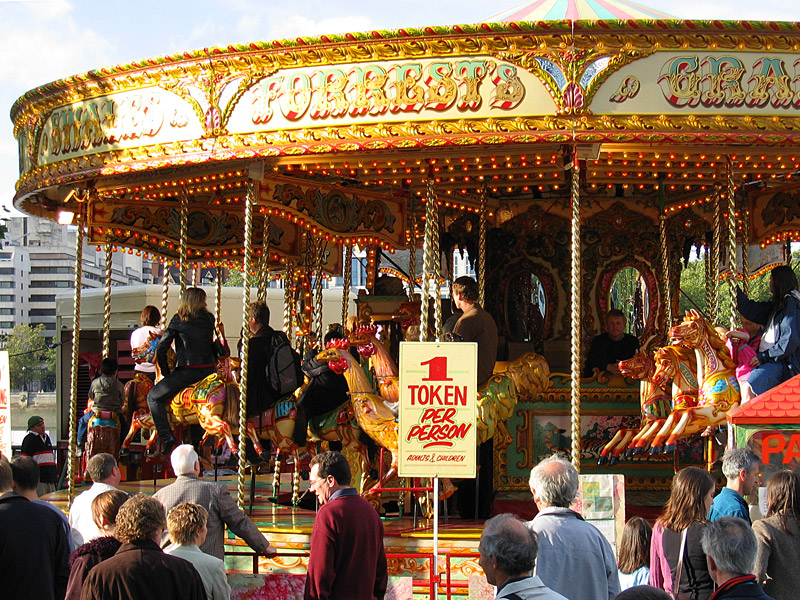
En karusell.

Karusell är en åkattraktion som förekommer på många nöjesparker. Den består av en roterande plattform med olika sittplatser, vanligtvis i form av olika djur, till exempel hästar, som ofta även rör sig upp och ned till musik. På lekplatser kan det finnas enklare karuseller som drivs med hand- eller benkraft, exempelvis cykelkaruseller som drivs med pedaler.

## Historia och etymologi
Dagens karuseller uppstod ur tidiga tornertraditioner i Europa och Mellanöstern. Riddare galopperade i en cirkel och gjorde övningar som krävde skicklighet som ryttare. Denna typ av uppvisningar, spel och övningar introducerades till Europa vid tiden för korsfararna via bysantinska och arabiska traditioner. Ordet karusellen härstammar från italienskans garosello och spanskans carosella, som betyder "litet slag" och användes av korsfarare för att beskriva stridsövningar och lekar som utövades av turkiska och arabiska ryttare under 1200-talet. De första mekaniska karusellerna var i huvudsak ett träningsredskap för kavallerister.
De tidiga karusellerna med trähästar, skapade för underhållning hade dessa träningsredskap som förebild. Under det tidiga 1700-talet förekom det dylika karuseller runt om i Europa på marknader, torg och parker. De tidiga karusellerna hade inte någon plattform utan djuren hängde i kedjor och lutade utåt på grund av centrifugalkraften, när karusellen gick runt. Tidiga karuseller drevs ofta av djur som gick i en cirkel eller av människor som drog i rep eller vevade.
Den första ångdrivna karusellen fanns i Europa på 1860-talet.[källa behövs]

## Bilder

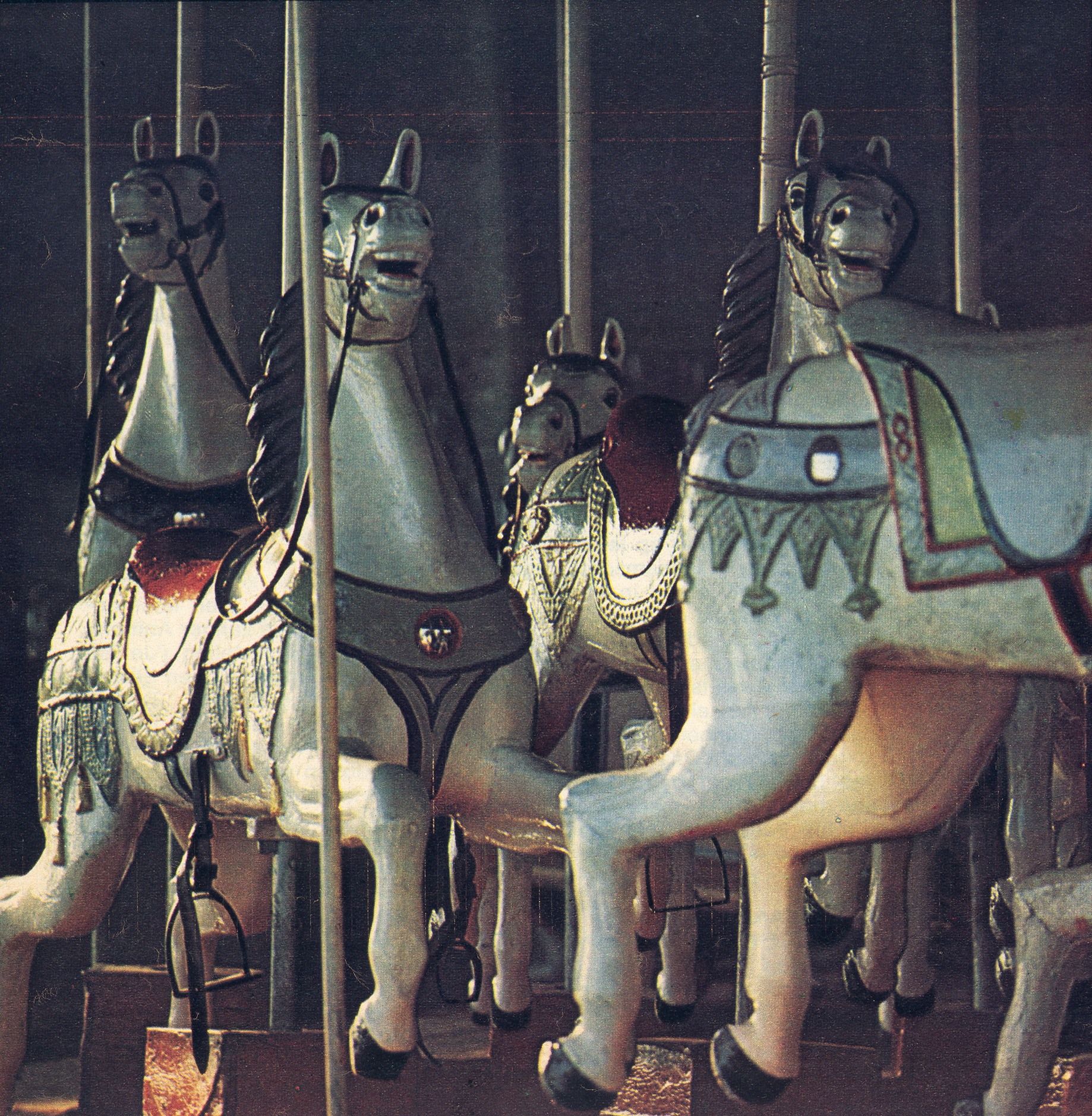
Karusell i Belgien.
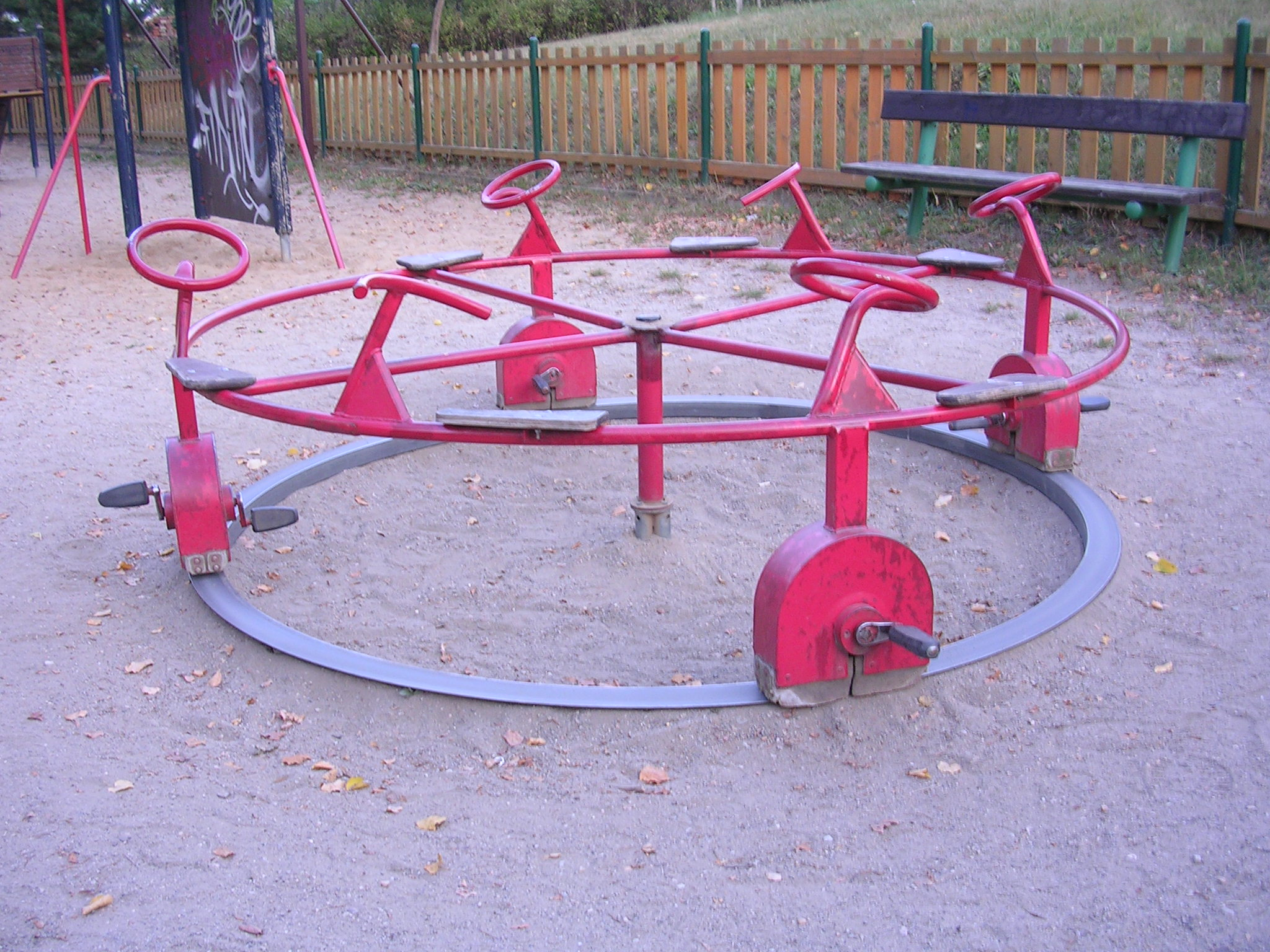
En cykel-/trampkarusell på en lekplats.
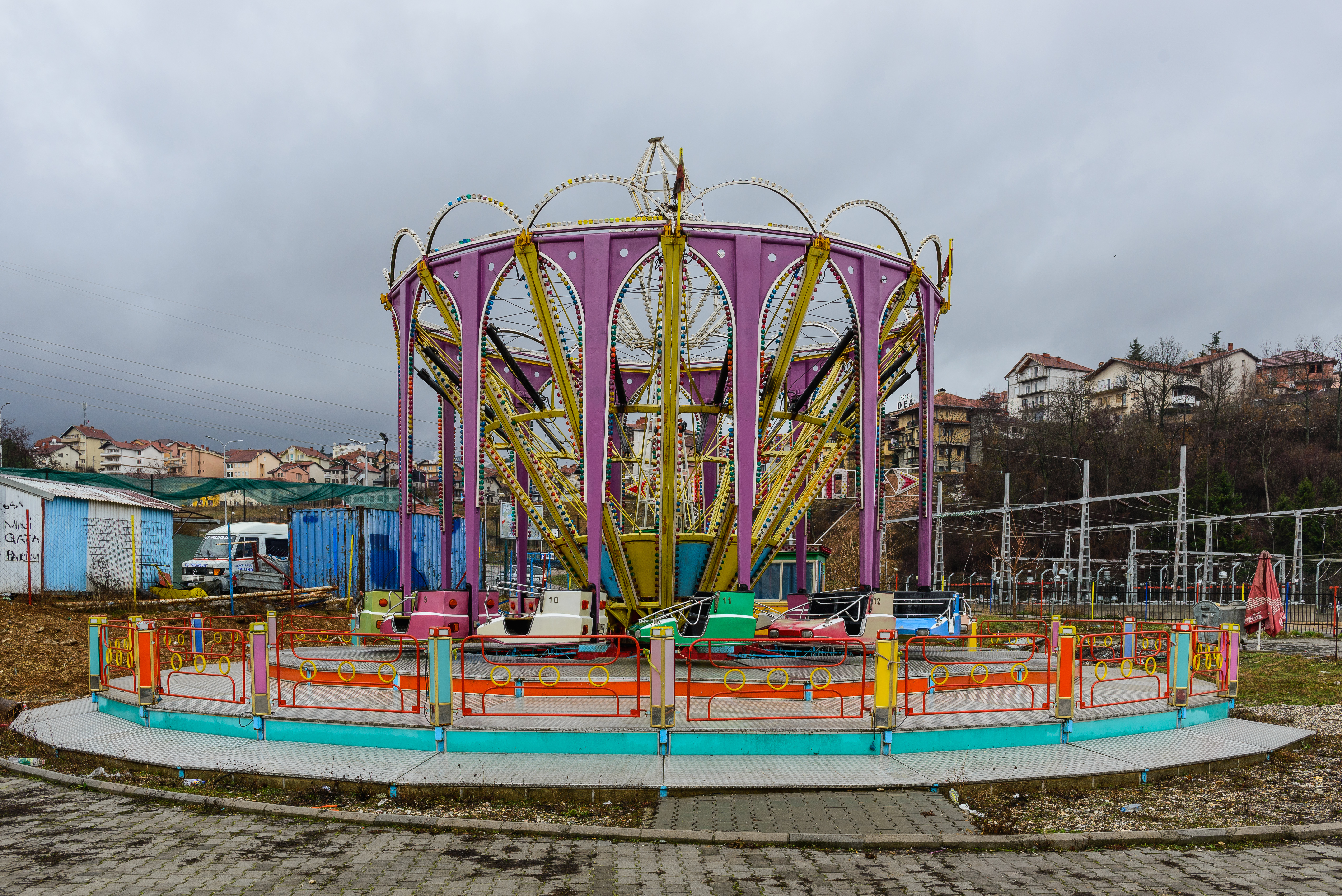
Karusell i Pristina.